# Neutraliteit van geld
Neutraliteit van geld houdt in dat wijzigingen in de geldhoeveelheid geen invloed hebben op reële grootheden, zoals het reële inkomen en de werkgelegenheid, maar alleen op monetaire grootheden zoals het prijspeil. Neutraliteit van geld houdt in dat "geld een sluier" is en dat geld- en goederensfeer volledig van elkaar zijn gescheiden. 
Ter illustratie in de theoretische economie impliceren algemene evenwichtsmodellen met snelle marktruiming de neutraliteit van geld. Aanhangers van de kwantiteitstheorie zijn van mening dat er op de lange termijn een perfecte proportionaliteit bestaat tussen de geldhoeveelheid en het algemene prijsniveau. Zij geloven in de lange termijn in de neutraliteit van geld. Een punt van contentie is hier wel de duur van de lange termijn. 
Keynes geloofde niet in de neutraliteit van het geld, in die zin dat hij van mening was dat wijzigingen in de geldhoeveelheid tot positieve- of negatieve "verstoringen" in de rentestand leidden, waardoor investeringsbeslissingen anders kunnen uitvallen dan als de geldhoeveelheid niet was veranderd. De "verstoringen" slaan als het ware neer in investeringsbeslissingen, zij stollen in de hoeveelheid investeringsgoederen en zijn zo een  lang leven beschoren. 
De term "neutraal geld" is voor het eerst gebruikt door Friedrich Hayek.  

## Voetnoten
1. ↑  http://www.auburn.edu/~garriro/e4hayek.htm Roger Garrison & Israel Kirzner. (1987). "Friedrich August von Hayek," John Eatwell, Murray Milgate, en Peter Newman, eds. The New Palgrave: A Dictionary of Economics in Londen: Macmillan Press Ltd, 1987, pag. 609-614.